# Ceryx joltrandi
Ceryx joltrandi är en fjärilsart som beskrevs av Abel Dufrane 1936. Ceryx joltrandi ingår i släktet Ceryx och familjen björnspinnare. Inga underarter finns listade i Catalogue of Life.